# حملة RENEW
تعتبر منظمة مجموعة تمكين التعافي والتوظيف من أجل النساء (RENEW)، والمعروفة أيضًا باسم منظمة رينيو، بأنها مؤسسة عالمية مسيحية، غير حكومية أو ربحية، التي تأسست عام 2005 في الفلبين. حيث تم تخصيصها من أجل تمكين الناجيات من عملية الاتجار بالبشر وأعمال البغاء هناك.

## المنظمة
أسس باولو ومايلن فولر المنظمة في مدينة أنجليس عام 2005 ، من أجل القضاء على جرائم الاتجار بالبشر، وتمكين ضحايا أعمال البغاء. قامت إدارة الرعاية الاجتماعية والتنمية في الفلبين بإعطاء ترخيص للمنظمة من أجل توفير الرعاية السكنية، وبرامج الرعاية الاجتماعية والصحية. في المملكة المتحدة. تتلقى المنظمة التمويل من التبرعات الشخصية، والمنح المقدمة من برنامج الأمم المتحدة الإنمائي، وآخر المعني بالمخدرات والجريمة.

## الرسالة والرؤية
تتمثل رؤية ورسالة المنظمة كما هو موضح أدناه:
تقديم التجديد من خلال الحرية، والإيمان بالمسيح، والفرص الاقتصادية للنساء الفلبينيات والأطفال ممن تم استغلالهم في عمليات الاتجار بالبشر والبغاء.
القضاء على الاتجار بالنساء والأطفال، من خلال أنشطة المناصرة والتشبيك والتعليم، بغرض الدعم والحماية والتمكين.

## الأهداف، والمشاريع، والأنشطة، والتغطية الإعلامية
تقدم الجمعية برامج الوقاية والتدخل وإعادة الإدماج. وُضعت برامج الوقاية بالشراكة مع قسم السياسات الاجتماعية والعمل الجماعي في جامعة أكسفورد ومؤسسة كلية الأنظمة الإضافية في الفلبين، متضمنة تحديد الشابات الأكثر عرضة إلى الاتجار بهن، ودعوتهن إلى الالتحاق ببرنامج المنظمة، واعترف به مؤتمر القمة الوطنية النسائي  الذي عُقد في مانيلا عام 2009 كأفضل نموذج عملي، وكذلك الرابطة الدولية لأخوات المحبة في عام 2010، وتحالف مكافحة الاتجار بالمرأة عام 2011، وتقديرًا لدورها وعملها الدؤوب في تحسين حياة النساء والفتيات اللاتي تعرض إلى محاولات الاتجار بهن في المدينة مُنحت مايلن فولر جائزة الرابطة الدولية لأخوات المحبة.
تهدف البرامج أيضًا إلى إنشاء وسائل بديلة ومستدامة، تمثل مصدر دخل للنساء، وتوفيرالتعليم والتوعية وأنشطة الدعوة والاتصال والتجديد الروحي.
ذكرت صحيفة سي إن إن في تقرير لها  عام 2010 أن المنظمة تقدم برامج قائمة على المأوى، والإسكان، والطعام، والتمثيل القانوني، والدورات التعليمية التي تهدف جميعها إلى مساعدة النساء في العودة إلى أسرهن أو إعادة إدماجهن في المجتمع، وتولي أيضًا اهتمامًا كبيرًا تجاه الأطفال الضحايا من تجارة الجنس .
تحاول المنظمة أيضًا إيجاد فرص عمل للنساء في شركات مختلفة مثل مراكز الاتصالات والشركات السياحية والفنادق فئة الخمس نجوم وملاعب الجولف، وتوفر لهم التدريب اللازم لمثل هذه الأعمال.
تساعد المنظمة الناجيات، اللاتي أصبحن أمهات واستطعن تحديد آباء أطفالهن، أيضًا من جرائم الإتجار بالبشر وأعمال البغاء. لذلك حذرت المنظمة بإحالة الآباء الذين لا يقومون بإعالة أطفالهم إلى القضاء مع احتمال عواقب أخرى كذلك مثل الحظر من دخول الفلبين مرة أخرى.
يزعم باولو فولر مدير المنظمة أن البرنامج حقق نسبة نجاح عالية، مشيرًا إلى أن حوالي ثمانين بالمائة من النساء اللاتي خضعن إلى البرنامج لم يعدن ثانية إلى مثل تلك الأعمال مجددًا.